# Dante Pettis
Dante Pettis (San Clemente, California, 23 de octubre de 1995) es un jugador profesional estadounidense de fútbol americano que se desempeña en la posición de wide receiver en Chicago Bears, equipo de la National Football League (NFL).

## Carrera
Fue seleccionado en la segunda ronda en la Reunión Anual de Selección de Jugadores de la NFL de 2018. Hizo su debut profesional con el equipo San Francisco 49ers, en el cual jugó tres temporadas (2018-2020), después pasó a New York Giants (2020-2022), posteriormente a Chicago Bears, donde lleva jugando tres temporadas.